# Digitální fotografie

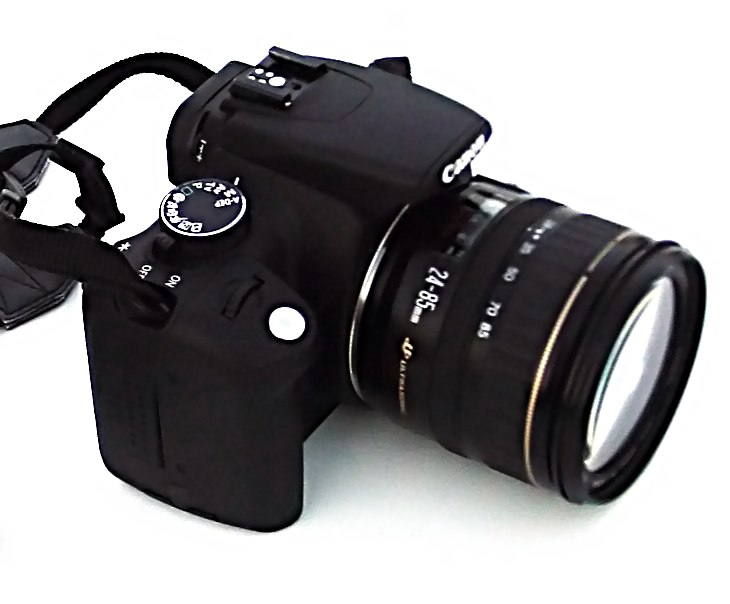
Canon EOS 350D

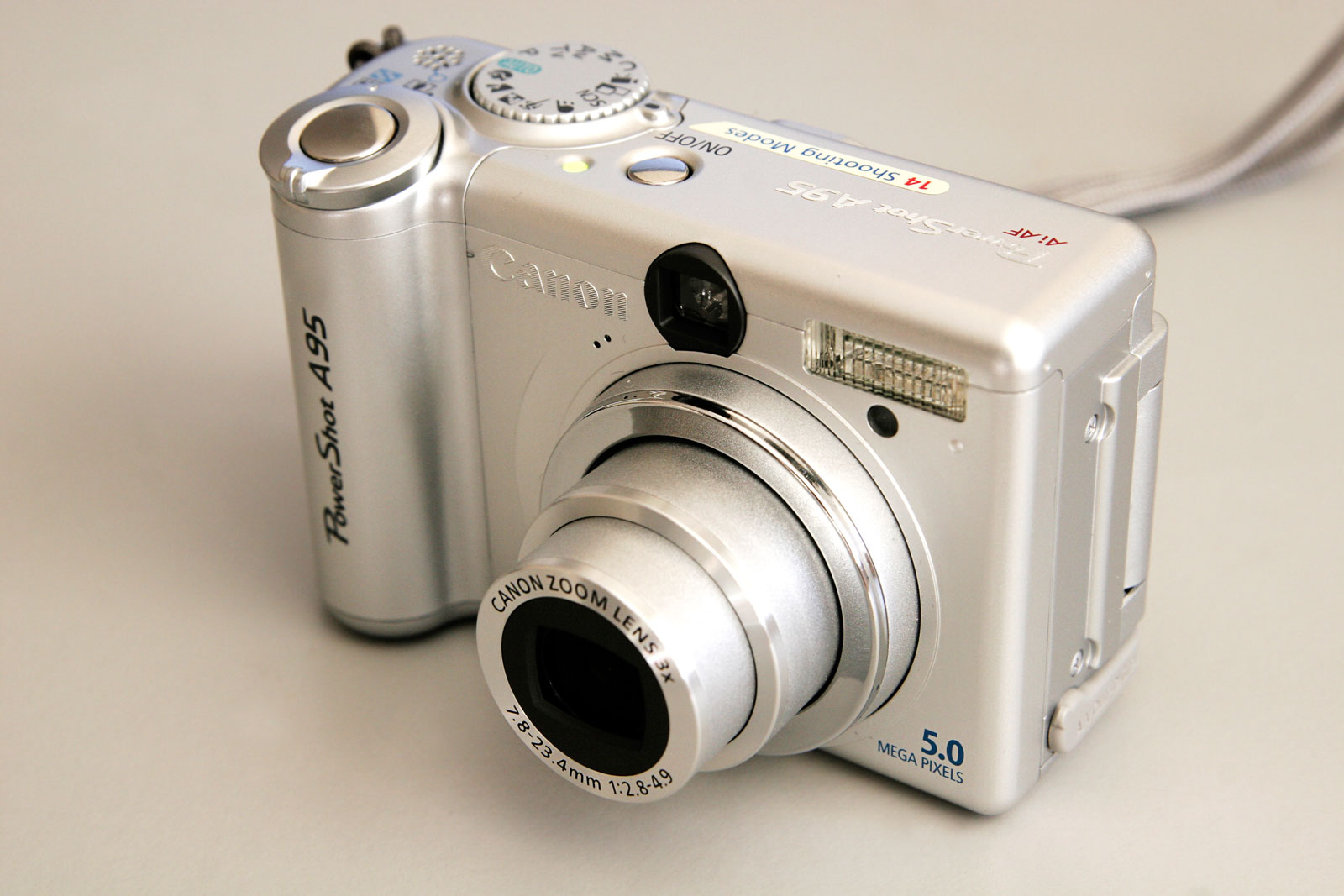
Canon PowerShot A95

Digitální fotografie je typ fotografie, která používá digitální technologii pro zhotovení digitálních obrazů předmětů. Na rozdíl od klasické fotografie nejsou fotografie fyzické, jsou ukládány na paměťové médium.  To umožňuje jejich zobrazení, uložení, tisk, úpravu, přenášení a archivaci na osobních počítačích bez chemického procesu.
Digitální fotoaparáty už předstihly v prodeji klasické fotoaparáty a obsahují funkce, které na klasických fotoaparátech neexistují, jako například schopnost nahrávat video nebo zvuk. Některá další zařízení, jako například mobilní telefony, už také obsahují prvky digitální fotografie.
| „                             | Digitální záznam má na všech nosičích velmi omezenou trvanlivost. Pokud se nebudou snímky často kopírovat, může se stát, že z rodinných alb naši vnuci už nikdy nic neuvidí. Proti tomu černobílá fotografie vydrží minimálně 160 let. Zároveň ale nikdy v historii nefotilo víc lidí než nyní. Každý má nějaký kompakt nebo fotografuje mobilem. Nikdy se nedalo tak snadno fotit. Je ale otázka, co z toho obrovského množství fotografií vlastně zůstane. | “ |
| — Vladimír Birgus, leden 2012 | |   |

## Obrazové snímače a ukládání dat
Obrazový snímač převádí světelný obraz vykreslený objektivem na jeho ploše na elektrický signál, který je digitalizován, digitálně zpracován a uložen do digitální paměti. Existují dva hlavní druhy obrazových snímačů:
- CCD - (anglicky charge-coupled device) Světelná energie, která přichází ze snímaného prostoru (scény), je v jednotlivých pixelech (obrazových bodech) převáděna na elektrický signál el. napětí a uložena v podobě vázaného náboje.
- CMOS senzory

Téměř všechny digitální fotoaparáty používají jako úložiště flash paměť bez pohyblivých částí, ale v prvních digitálních fotoaparátech jako například Sony Mavica se určitou dobu používaly i diskety.

## Hlavní typy přenosných paměťových technologií

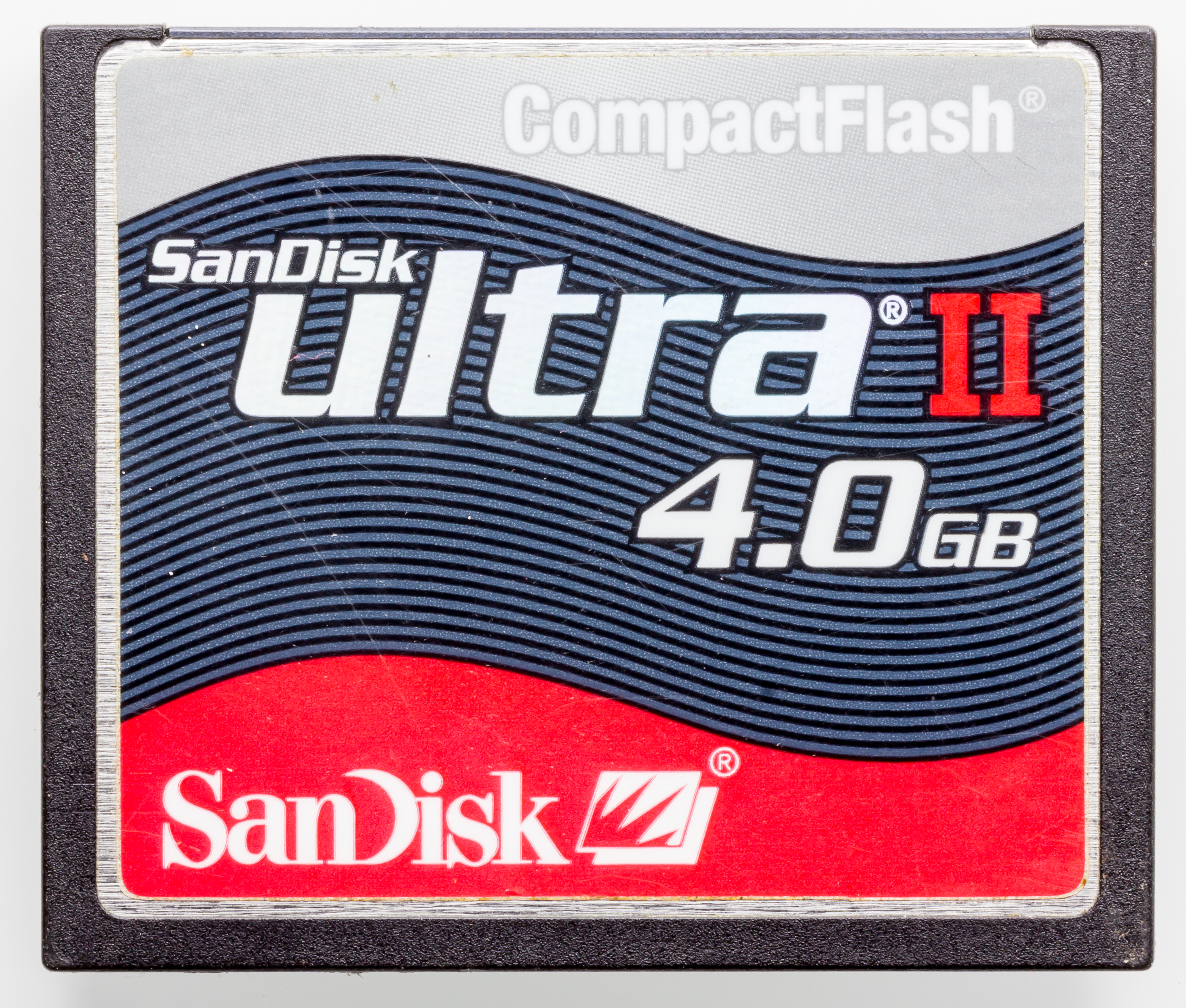
CompactFlash (CF-II)
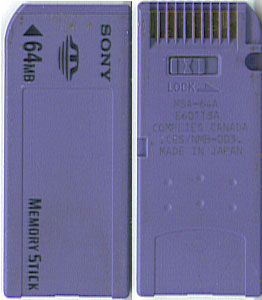
Memory Stick
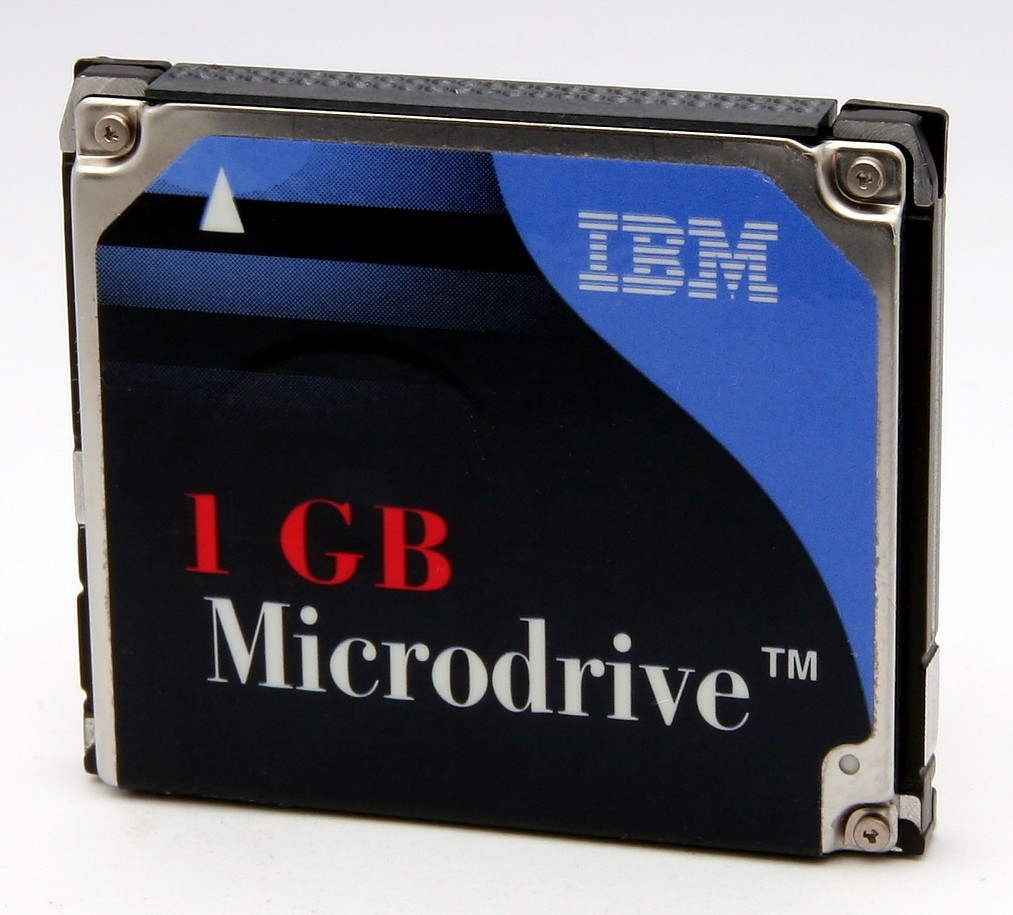
Microdrive (CF-II)
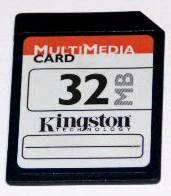
MultiMediaCard (MMC)
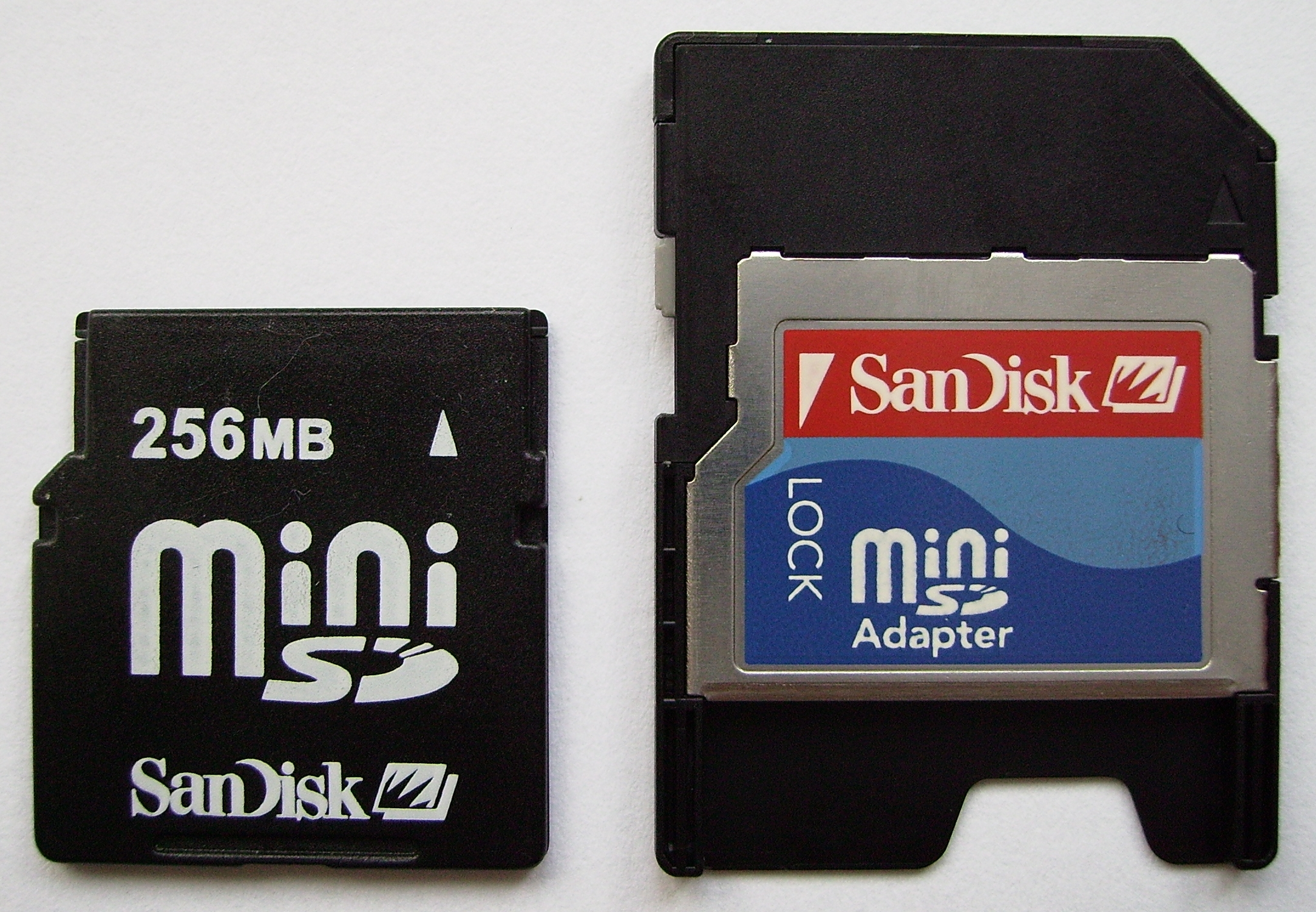
MiniSD
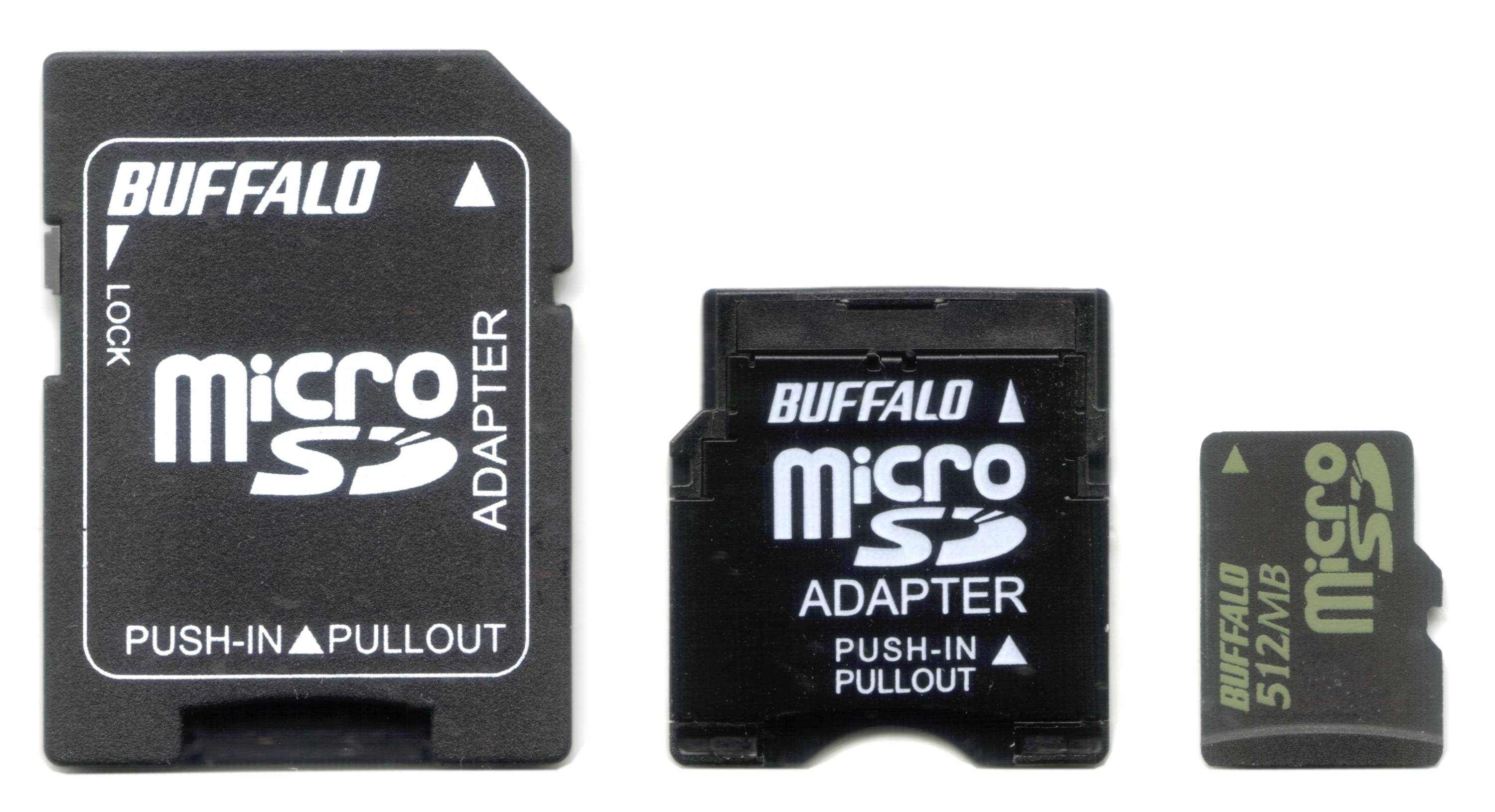
MicroSD
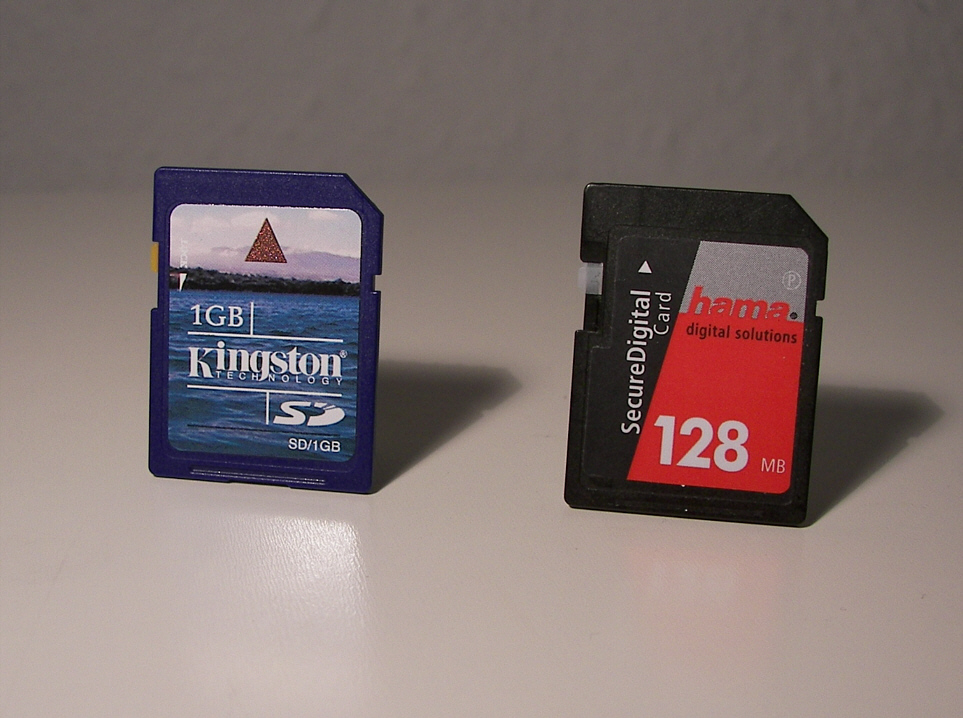
Secure Digital (SD)
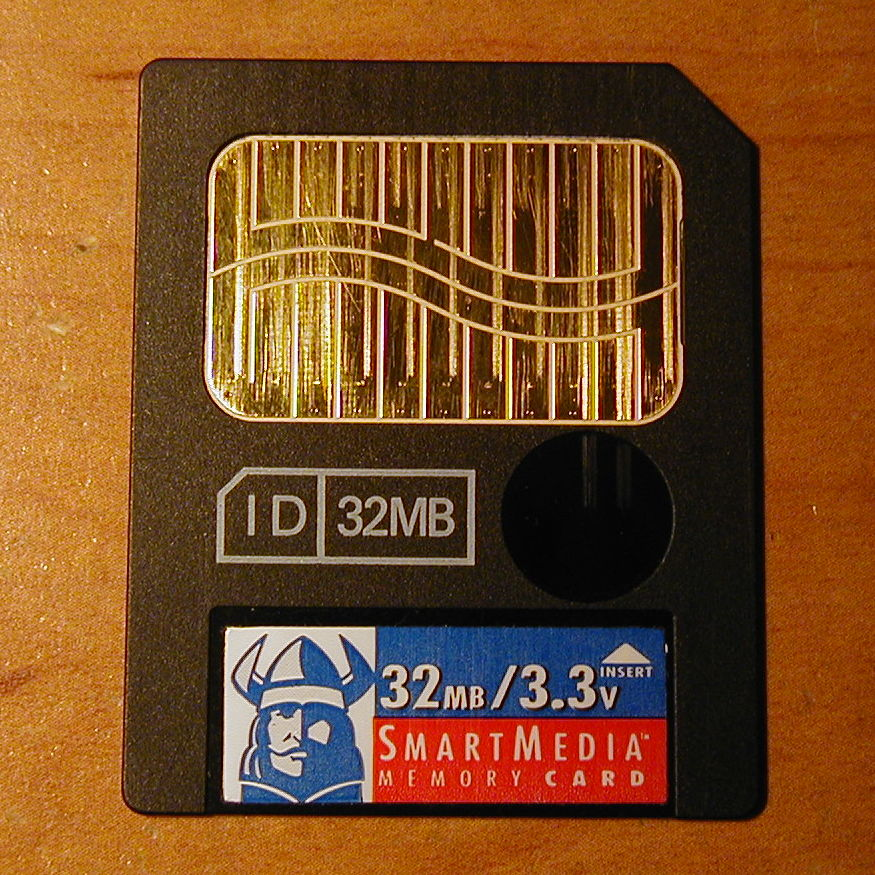
SmartMedia
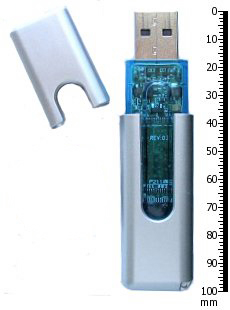
USB flash disk
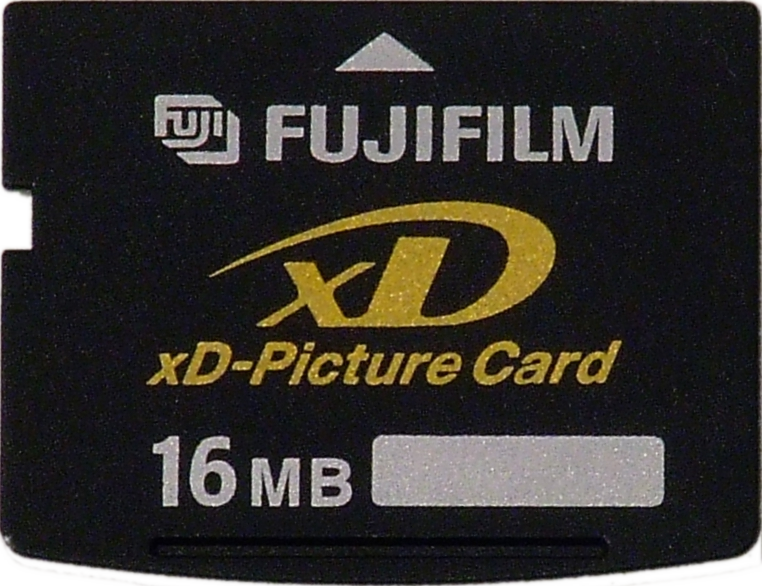
xD-Picture Card (xD)
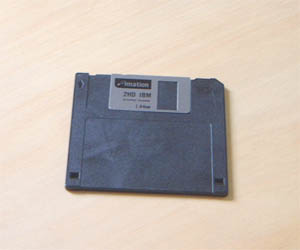
Floppy disketa
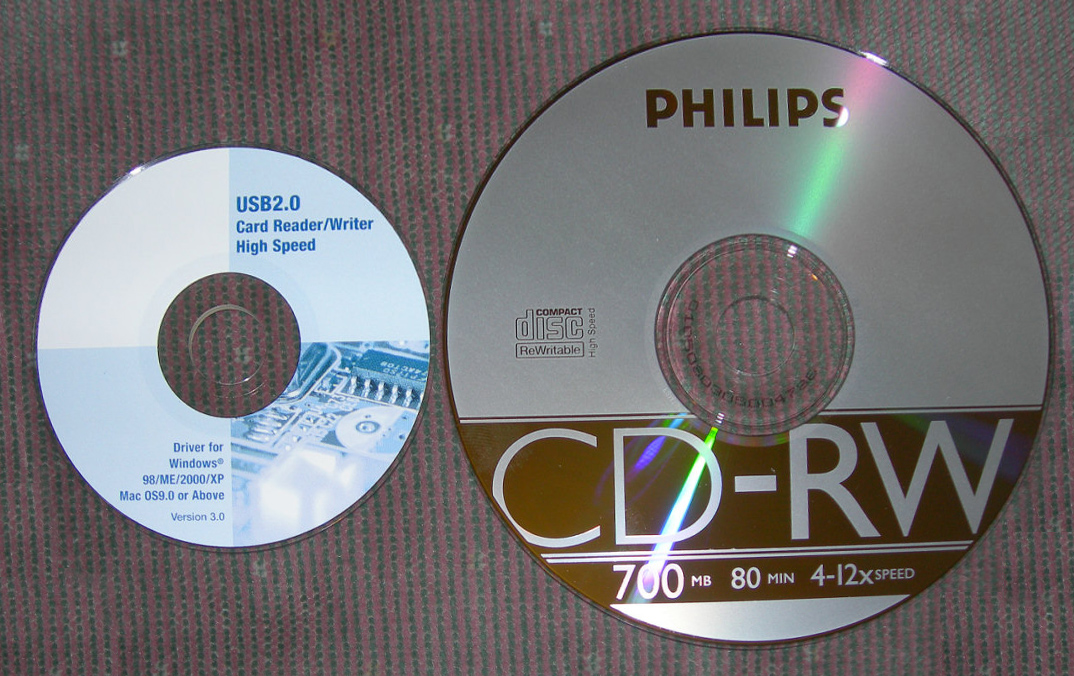
Mini CD (vlevo) a klasické CD

### Další formáty
- Onboard flash paměť — levné kamery nebo fotoaparáty u mobilních telefonů.
- Video Floppy — a 2x2 inch (50 mm × 50 mm) floppy disk používaný dříve v klasických fotoaparátech
- PC Card malý pevný disk — používaný dříve v profesionálních fotoaparátech
- Termální tiskárna — známá pouze u jednoho modelu fotoaparátu, která tiskla okamžitě obrázek
- FP Memory — a 2-4 MB serial flash memory, známá u Mustek/Relisys Dimera low end fotoaparáty

## Běžné rozlišení
Běžné rozlíšení fotografií. V kolonce fotoaparát jsou uvedeny fotoaparáty, které dosahují tuto velikost při jejich maximu.
| Šířka | Výška | Poměr stran obrazu | Skutečný počet pixelů | Megapixelů | Fotoaparáty                           |
| ----- | ----- | ------------------ | --------------------- | ---------- | ------------------------------------- |
| 320   | 240   | 4:3                | 76 800                | 0,1        |                                       |
| 640   | 480   | 4:3                | 307 200               | 0,3        |                                       |
| 800   | 600   | 4:3                | 480 000               | 0,5        |                                       |
| 1 280 | 960   | 4:3                | 1 228 800             | 1          |                                       |
| 1 600 | 1 200 | 4:3                | 1 920 000             | 2          |                                       |
| 2 048 | 1 536 | 4:3                | 3 145 728             | 3          |                                       |
| 2 272 | 1 704 | 4:3                | 3 871 488             | 4          |                                       |
| 2 464 | 1 648 | 3:2                | 4 060 672             | 4,1        | Canon 1D                              |
| 2 560 | 1 920 | 4:3                | 4 915 200             | 5          |                                       |
| 2 816 | 2 112 | 4:3                | 5 947 392             | 6          |                                       |
| 3 008 | 2 000 | 3:2                | 6 016 000             | 6          | Nikon D40                             |
| 3 072 | 2 048 | 3:2                | 6 291 456             | 6,3        | Canon 300D, Canon 10D                 |
| 3 072 | 2 304 | 4:3                | 7 077 888             | 7          |                                       |
| 3 264 | 2 448 | 4:3                | 7 990 272             | 8          |                                       |
| 3 456 | 2 304 | 3:2                | 7 990 272             | 8          | Canon 350D                            |
| 3 504 | 2 336 | 3:2                | 8 185 344             | 8,2        | Canon 30D, Canon 1D II, Canon 1D II N |
| 3 520 | 2 344 | 3:2                | 8 250 880             | 8,25       | Canon 20D                             |
| 3 648 | 2 736 | 4:3                | 9 980 928             | 10         |                                       |
| 3 872 | 2 592 | 3:2                | 10 036 224            | 10,1       | Nikon D80                             |
| 3 888 | 2 592 | 3:2                | 10 077 696            | 10,1       | Canon 400D                            |
| 4 064 | 2 704 | 3:2                | 10 989 056            | 11         | Canon 1Ds                             |
| 4 368 | 2 912 | 3:2                | 12 719 616            | 12,8       | Canon 5D                              |
| 4 992 | 3 328 | 3:2                | 16 613 376            | 16,6       | Canon 1Ds II                          |